# 鶴ヶ島日高バイパス
- 日本の道路 > 一般国道 > 国道407号 > 鶴ヶ島日高バイパス

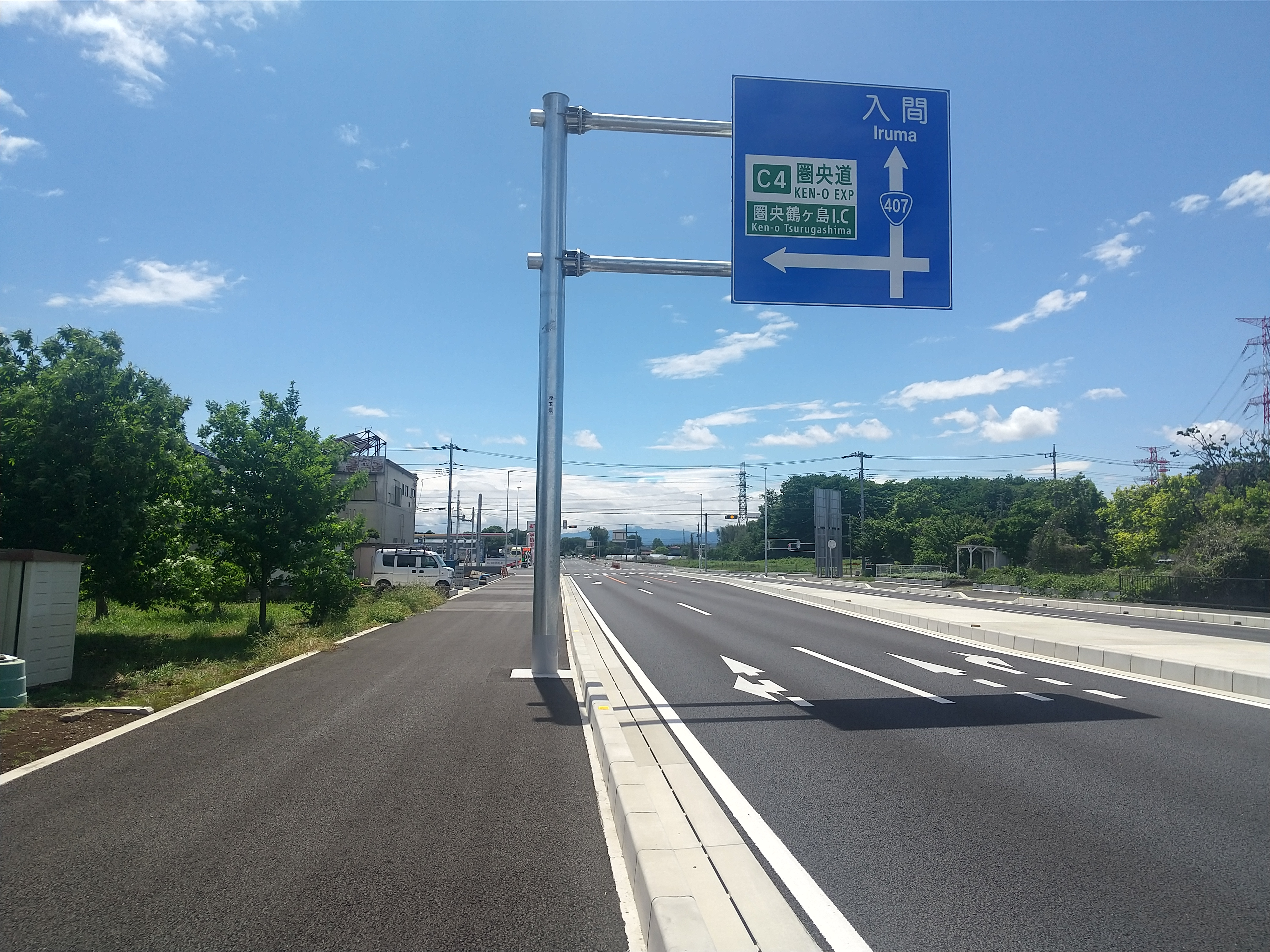
鶴ヶ島市高倉交差点付近

鶴ヶ島日高バイパス（つるがしまひだかバイパス）とは、埼玉県鶴ヶ島市から日高市に至る国道407号のバイパス道路である。

## 概要
坂戸バイパスと日高バイパスの間は日光街道杉並木と呼ばれる歴史遺産があり、国道407号はその中を走っているため車線数が2車線から拡幅できず渋滞の原因となっている。そこで杉並木の保全と、それを迂回する事により圏央道等へのアクセス強化や域内を相互に連絡するネットワーク確保を目的として計画されているのが鶴ヶ島日高バイパスである。既に開通済みの坂戸バイパスおよび日高バイパスと直接接続し、この道路の完成により国道407号全体の定時性・安全性が改善され、以って沿線の良好な街づくりとそれに伴う住民の生活向上が期待される。
日高バイパス以南狭山市内においては、車線数の変更を伴わない現道改良の都市計画はあるものの、現道拡幅或いはバイパス新設による4車線化の目処は立っておらず、埼玉県内における国道407号の多車線化には依然課題が残る状況となっている。

### 路線データ
- 始点 : 埼玉県鶴ヶ島市大字高倉（高倉天神交差点）
- 終点 : 埼玉県日高市大字森戸新田（高萩北杉並木交差点）
- 延長 : L=約2.8 km
- 規格 : 第3種第2級
- 設計速度 : 60 km/h
- 道路幅員 : W=25.0 m
- 車線数 : 4車線
- 車線幅員 : 3.25 m

## 沿革
2009年（平成21年）度から事業に着手した。
第Ⅰ期事業として高萩北杉並木交差点から日高市都市計画道路3･4･31原宿旭ヶ丘線および3・4・47日高川越鶴ヶ島線に交差する部分までの区間約480 mが進行し、2013年（平成25年）5月24日に開催された第41回日高市都市計画審議会では、雨水処理の問題により進捗が遅れている事や、用地取得率が17%で用地確保次第工事を進めていく考えである事が報告されている。また第Ⅰ期区間以北についても併せて用地取得を推進するとしている。
2019年（令和元年）6月18日には事業認定が告示された。
2021年（令和3年）3月に日高市内の0.9 kmが開通し、9月12日には第2工区1.3 kmが開通した。
2024年（令和6年）3月23日に鶴ヶ島工区が開通、これで全線開通となった。

## 通過市町村
- 埼玉県
  - 鶴ヶ島市
  - 日高市

## 接続道路
| 交差する道路     | 交差点名     | 所在地   | 所在地   |
| ---------------- | ------------ | -------- | -------- |
| （日光街道）     | 高倉天神     | 鶴ヶ島市 | 高倉     |
| （市道1015号線） | 高倉         | 鶴ヶ島市 | 高倉     |
| （日光街道）     | 高萩北杉並木 | 日高市   | 森戸新田 |

## 沿線の施設
- 八幡神社
- ベイシアひだかモール店
- 旭ヶ丘病院

## 接続するバイパスの位置関係
（足利方面）坂戸バイパス - 鶴ヶ島日高バイパス - 日高バイパス（入間方面）

## ギャラリー

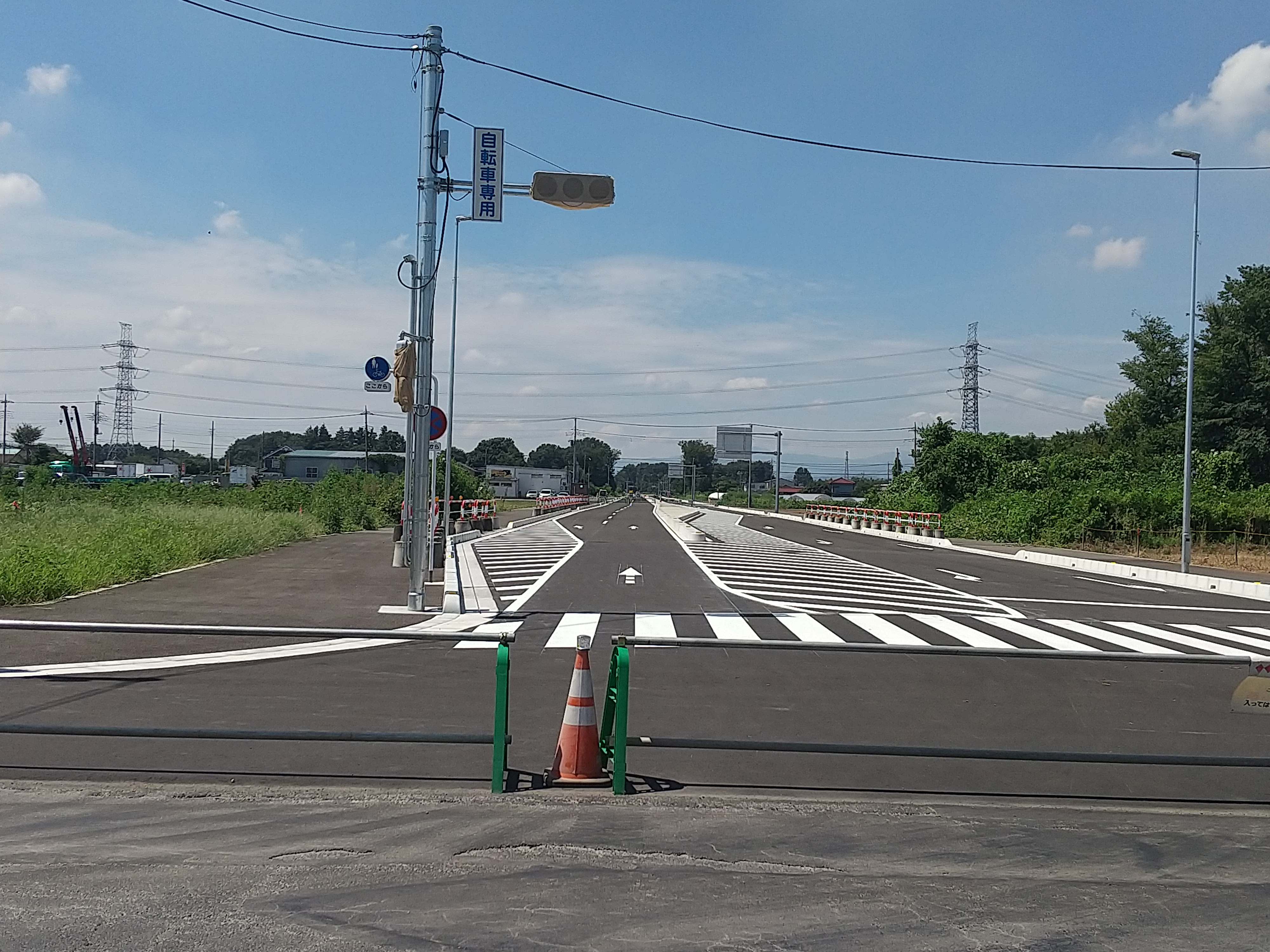
鶴ヶ島市高倉付近にて（工事中）
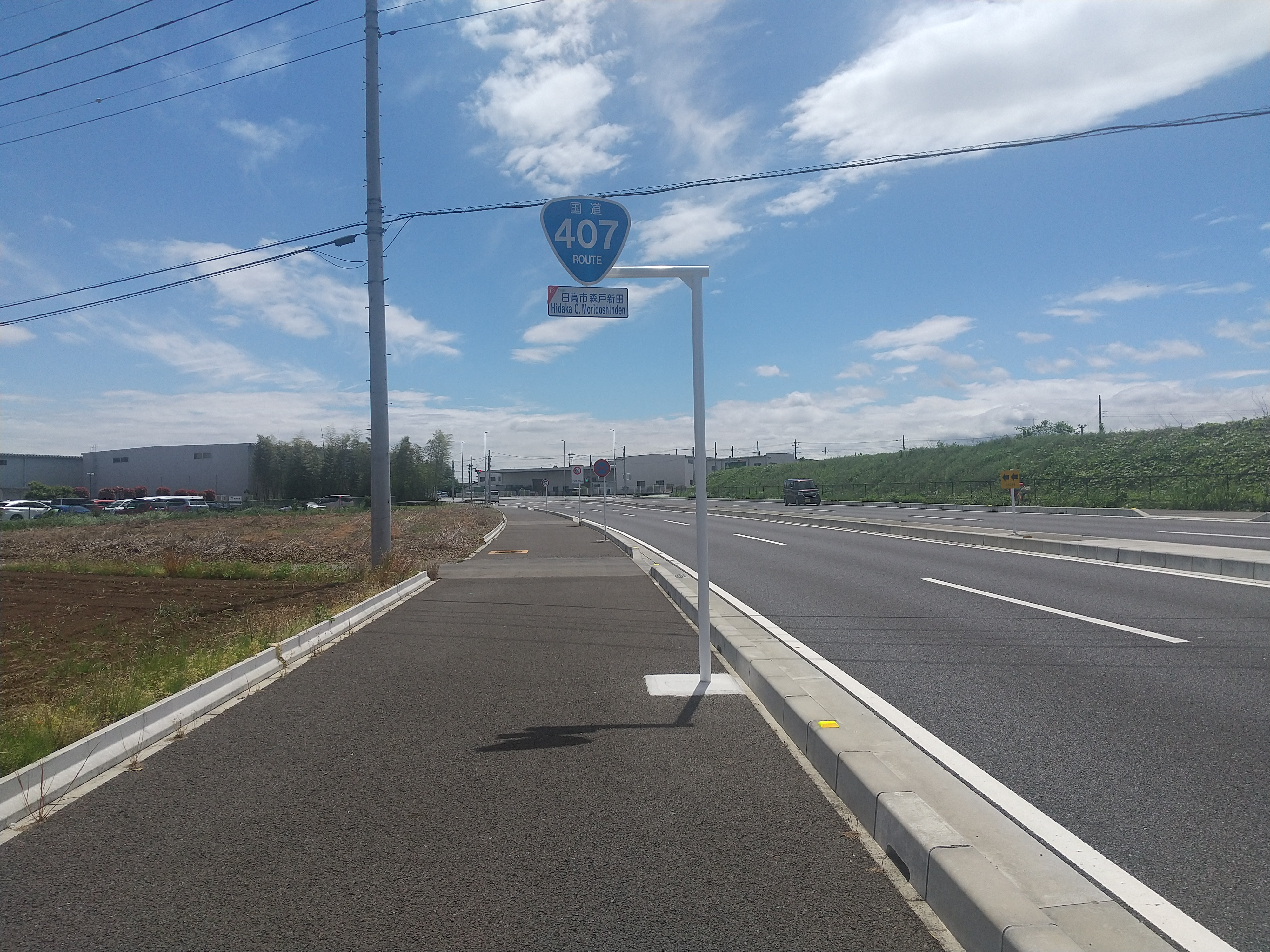
日高市森戸新田付近
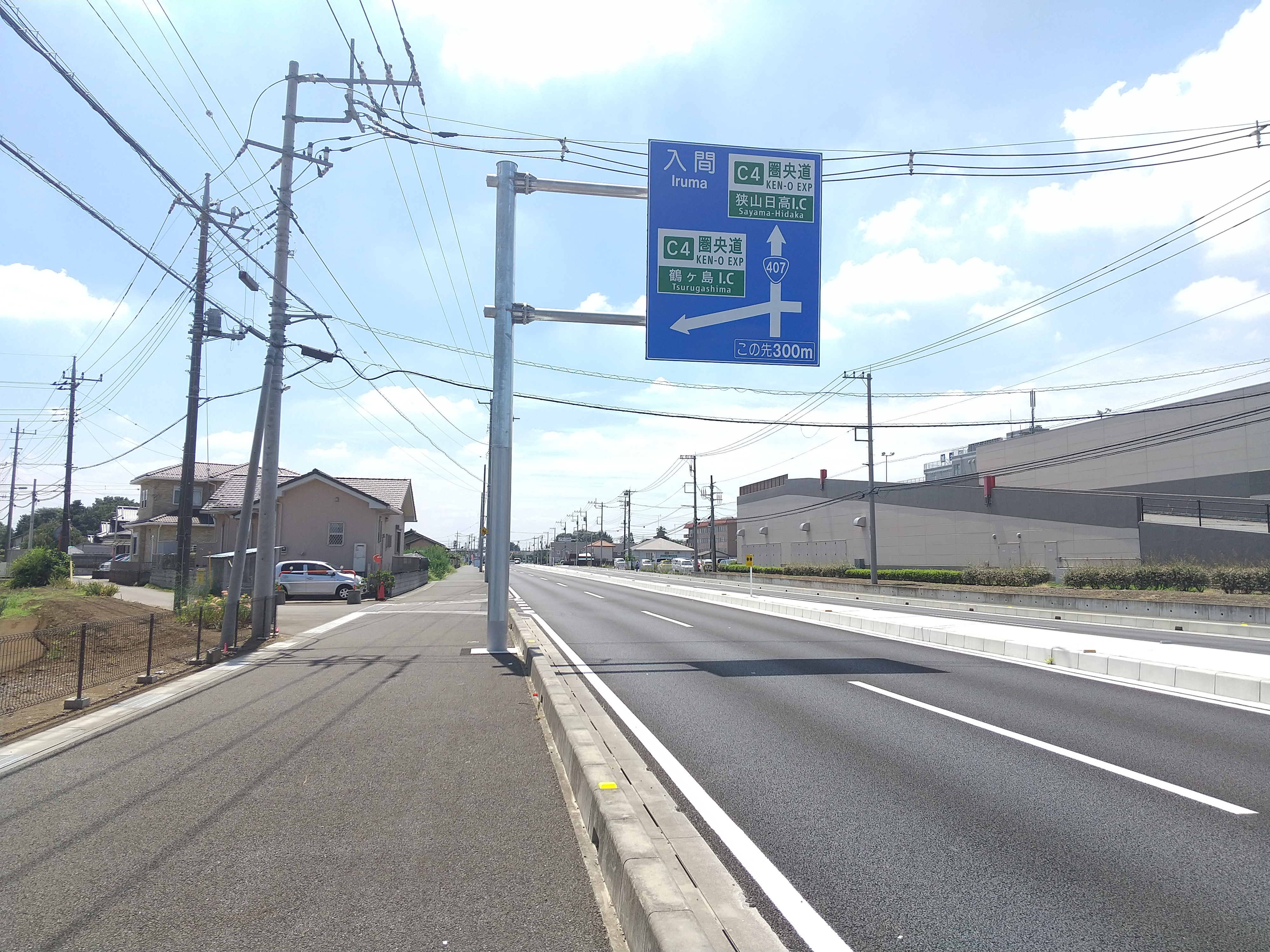
日高市森戸新田交差点付近